# Rhabdodon
Rhabdodon is een geslacht van uitgestorven plantenetende ornithischische dinosauriërs behorend tot de groep der Euornithopoda. Rhabdodon leefde in het Laat-Krijt, tijdens het Campanien-Maastrichtien, in het gebied van het huidige Frankrijk en Spanje. Het was een middelgrote planteneter die om zich in veiligheid te brengen op twee benen kon rennen, maar bij het eten vermoedelijk ook op de voorpoten rustte.

## Vondst en naamgeving
In 1844 werden bij de aanleg van een spoortunnel voor de lijn Parijs-Marseille bij La Nerthe in Bouches-du-Rhône door de geoloog Philippe Matheron fossiele tanden gevonden. Onmiddellijk vielen hem de overeenkomsten met de tanden van Iguanodon op
De typesoort Rhabdodon priscus werd door Matheron benoemd in 1869 waarbij behalve de tanden ook wat andere resten als syntypen werden beschreven. De geslachtsnaam betekent 'tand met cannelures' van het Oudgrieks ῥάβδος, rhabdos, 'staf', 'cannelure', de holle verticale groeve op een zuil. De soortaanduiding betekent 'vroeg' in het Latijn. In zijn allereerste publicatie noemde Matheron in de hoofdtekst de soort Rabdodon priscum, dus zonder h en met de soortaanduiding foutief in het onzijdig. In een tabel was de spelling Rhabdodon priscum en het etymologisch correcte Rhabdodon is sindsdien door alle andere schrijvers en hemzelf aangehouden. In een tweede publicatie uit 1869 gebruikte Matheron Rhabdodon priscus en dat geldt als een geldige emendatie van de soortaanduiding.
In 1831 was door Friedrich Ludwig Fleischmann al eerder een slang Rhabdodon genoemd. In de jaren tachtig van de twintigste eeuw was dit duidelijk geworden en men begon toen alle resten van Rhabdodon bij het verwante geslacht Mochlodon onder te brengen. Een beslissing, Opinio 1483, van het ICZN heeft de naam ten opzichte van de dinosauriër in 1988 echter een nomen conservandum gemaakt.

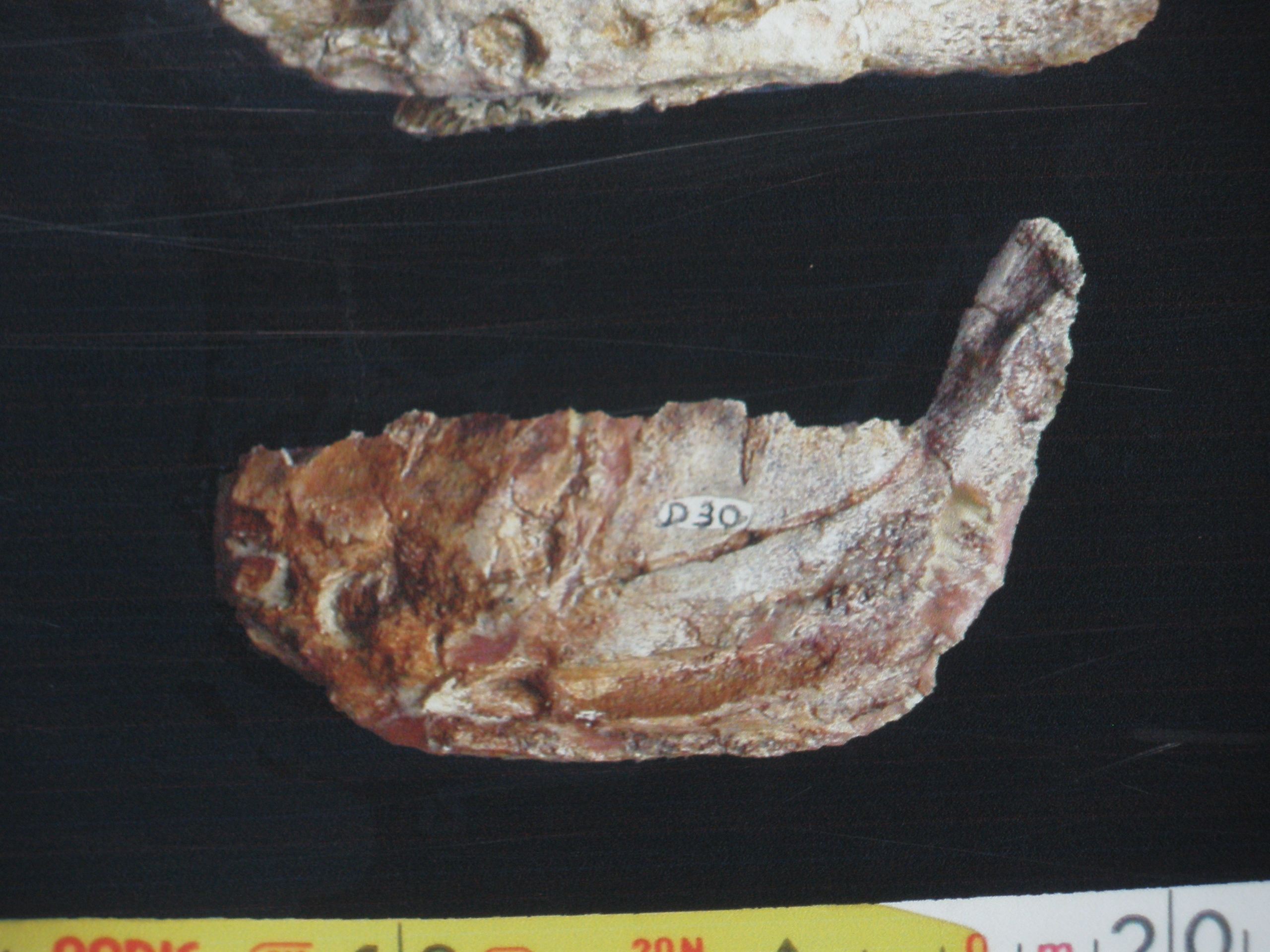
Het fossiel van R. septimanicus

De door Matheron gevonden tanden maken grotendeels deel uit van de collectie van het Muséum National d'Histoire Naturelle te Parijs maar hebben geen gepubliceerd inventarisnummer. Specimen MNPL 30, een stuk linkeronderkaak met tanden dat deel uitmaakt van de collectie van het natuurhistorisch museum van het Palais Longchamp in Marseille, is in 2002 tot lectotype gekozen hoewel het door verbrokkeling in zeer slechte toestand was. Verschillende van de in 1869 beschreven beenderen werden bij die gelegenheid aangewezen als paratypen. Het betreft de specimina MPLM 31: een stuk van een rechterdentarium; MPLM 32: een stuk van een dentarium; MPLM 34: een stuk achterste ruggenwervel; MPLM 36: twee vergroeide sacrale wervels; MPLM 51: twee achterste staartwervels en een linkerspaakbeen; MPLM 61; de onderkant van een rechterdijbeen; MPLM 59: de bovenkant van een rechterdijbeen; en MPLM 60: een rechterscheenbeen.
Later zijn er meer vondsten gedaan in het zuiden van Frankrijk. De resten van de soort zijn in het vroege Maastrichtien niet zeldzaam; later verdwijnt hij uit de lagen. De oudste aan Rhabdodon toegewezen fossielen stammen uit het vroege Campanien. De tweede vondst uit Frankrijk, van 1939 af opgegraven bij Fox-Amphoux, werd in 1947 gemeld door Albert-Félix de Lapparent. Het ging daarbij om stukken van de schedel en andere delen van het skelet. Verder zijn er vondsten gedaan bij Vitrolles-Couperigne, Cruzy, en Campagne-sur-Aude. Vondsten uit Spanje zijn aan een Rhabdodon sp. toegewezen. De platen Armorica en Iberia zaten aan het eind van het Krijt vaak aan elkaar vast en het is dus aannemelijk dat ze een en dezelfde fauna deelden. Vondsten uit Oostenrijk van Mochlodon zijn met Rhabdodon in verband gebracht: Oligosaurus adelus (Seeley, 1881) en Ornithomerus gracilis (Seeley, 1881) worden wel als jongere synoniemen van Rhabdodon gezien. In 1899 hernoemde Nopcsa Mochlodon inkeyi tot Rhabdodon inkeyi. Nopcsa meende in 1915 dat Mochlodon suessi identiek was aan Rhabdodon priscus; Oskar Kuhn benoemde in 1964 een aparte soort Rhabdodon suessii. De vondsten uit Oostenrijk zijn van het toenmalige Austro-Alpine Eiland dat geen verbinding had met Frankrijk; dat maakt een identiteit met Rhabdodon dubieus.

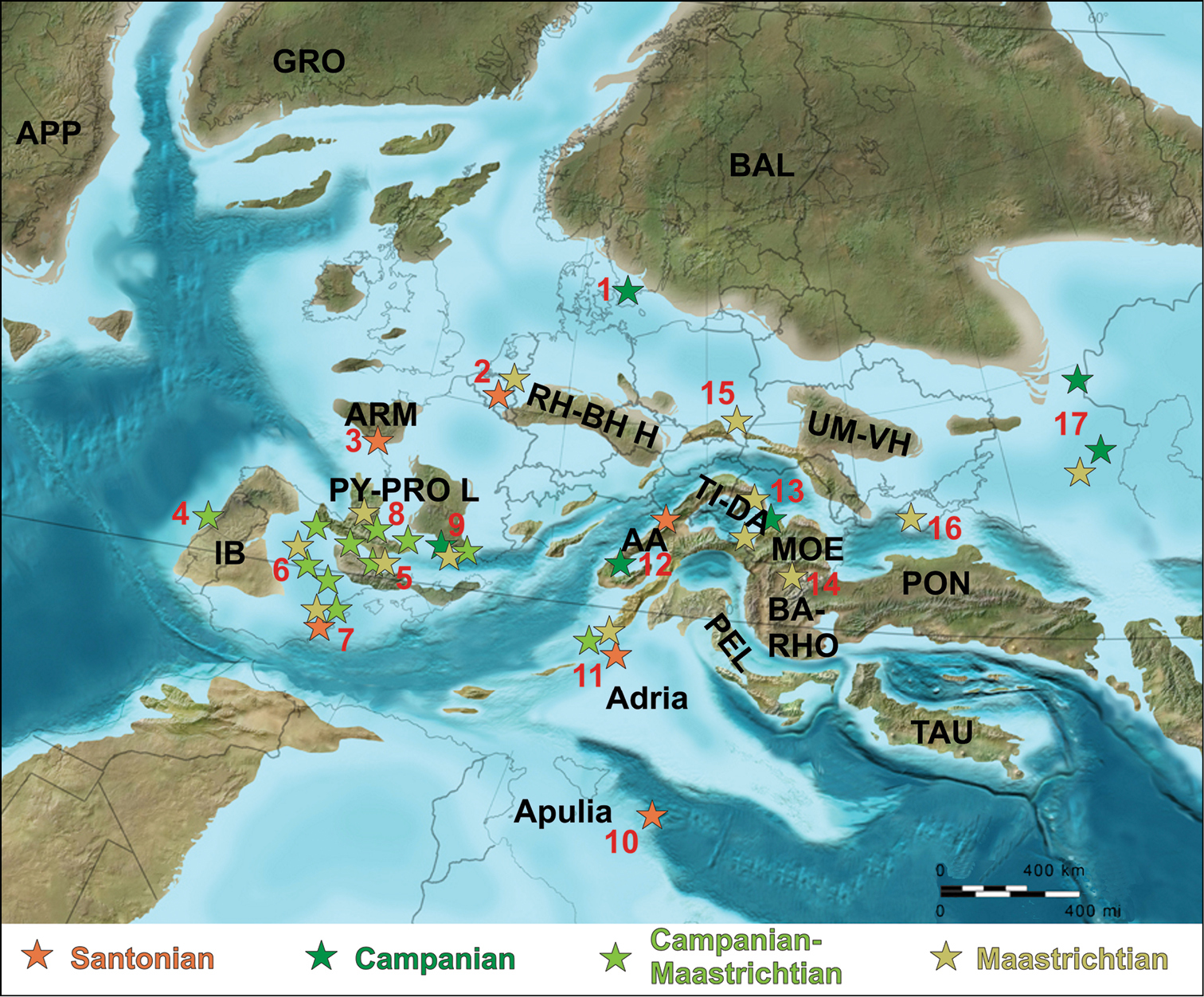
De Europese Archipel in het Opper-Krijt

Een Roemeense vorm kreeg in 1900 van Franz Nopcsa de aparte soortnaam Rhabdodon robustus op basis van een onderkaak, BMNH R.3392; dit is echter later toegewezen aan een apart geslacht: Zalmoxes, als Z. robustus. Dit duidt er al op dat misschien allerlei kleine overblijfselen van verwante dieren ten onrechte aan één vorm zijn toegeschreven. Verschillende Franse onderzoekers blijven echter van een R. robustus spreken.
Er is in 1991 door Eric Buffetaut en Jean Le Loeuff een vijfde soort benoemd: Rhabdodon septimanicus, gebaseerd op specimen MTL02, een rechteronderkaak van een jong dier, deel van de collectie van het Laboratoire de Paleontologie des Vertèbrés, Université Paris-VI. De soortaanduiding verwijst naar de oude Westgotische provincie Septimania. De validiteit van deze soort is omstreden. Er is in 1999 een nieuw vrijwel compleet skelet gerapporteerd, specimen MHN-AIX PV 1995 bij Couperigne gevonden in 1995, dat in 2002 beschreven werd door Marie Pincemaille-Quillévéré. In 2006 beschreef deze onderzoekster de hersenpan aan de hand van specimina M4 en MN25.
In 2010 hernoemde Gregory S. Paul Zalmoxes tot een Rhabdodon robustus maar dat heeft geen navolging gevonden.
In 2010/2013 heeft Phornphen Chanthasit de osteologie van Rhabdodon in een proefschrift in detail beschreven met aan de hand van een tweede skelet, specimen MHN-AIX-PV 2007. Hieruit bleek dat het Franse materiaal, dat daarbij een aanzienlijke tijdspanne beslaat, nogal variabel is. Chanthasit erkende naast R. priscus en R. septimanicus echter geen andere soorten. De verschillen zouden het gevolg zijn van individuele variatie en seksuele dimorfie.
In 2025 werd voor R. septimanicus een apart geslacht benoemd: Obelignathus. Bij die gelegenheid werd gemeld dat het lectotype van Rhabdodon priscus niet meer in de verzamelingen te vinden was.

## Beschrijving

### Grootte, algemene bouw en onderscheidende kenmerken

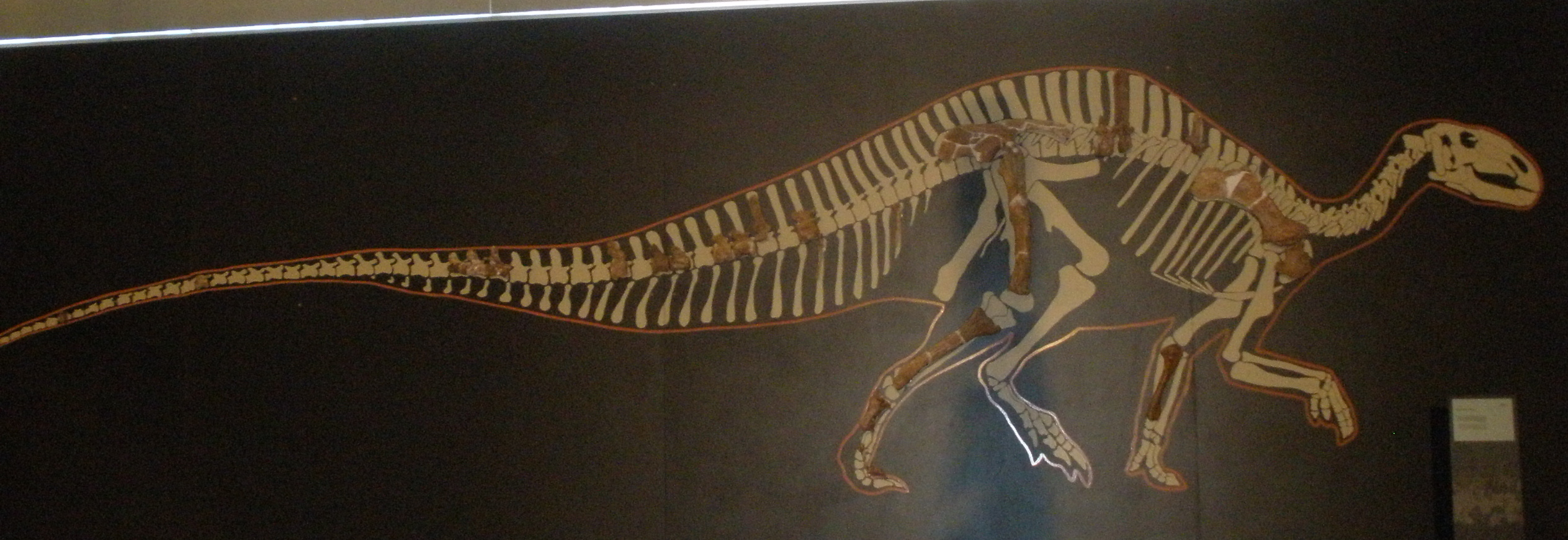
Weergave van de tot 1995 gevonden delen van het skelet

De meeste gevonden resten van Rhabdodon wijzen op exemplaren van maar een vier à vijf meter lang. Omdat dit kleiner is dan Iguanodon is wel verondersteld dat het om een dwergvorm gaat die in grootte beperkt werd door de geringe oppervlakte van de eilandengroep die Europa toen vormde en waar hij exclusief gevonden is. Aan de andere kant zijn de laatste jaren ook fragmenten gevonden van individuen die aanzienlijk groter zijn, hoewel het daarvan niet zeker is dat het materiaal aan Rhabdodon behoort. Daarbij houdt de hypothese van dwergvorming geen rekening met de fylogenetische positie van Rhabdodon: voor zo'n basale vorm was hij tamelijk groot en hij was zelfs een reus vergeleken met andere Rhabdodontidae.
Een studie uit 2012 wees erop dat zich een opmerkelijke variatie in grootte voordoet tussen de verschillende exemplaren. Specimen MHN AIX PV 2008.1.11, hoewel gezien de botstructuur een volwassen dier, duidt op een lengte van maar anderhalve meter, terwijl specimen MHN AIX PV 2007.4.116, een dijbeen, op een lengte van 5,9 meter wijst. Daarbij lijken de specimina als men ze allemaal aan een grafiek toevoegt in twee groepen te clusteren, een met een volwassen grootte van tegen de zes meter, en een tweede met een volwassen grootte van vierenhalf à vijf meter. MHN AIX PV 2008.1.11 vormt daarnaast een groep op zich. De studie concludeerde dat Rhabdodon of uitzonderlijk variabel was met een volwassen gewicht dat met een factor zestig kon verschillen, of in feite drie soorten vertegenwoordigde. Een dier met een lengte van zes meter zou een driekwart ton zwaar geweest zijn.

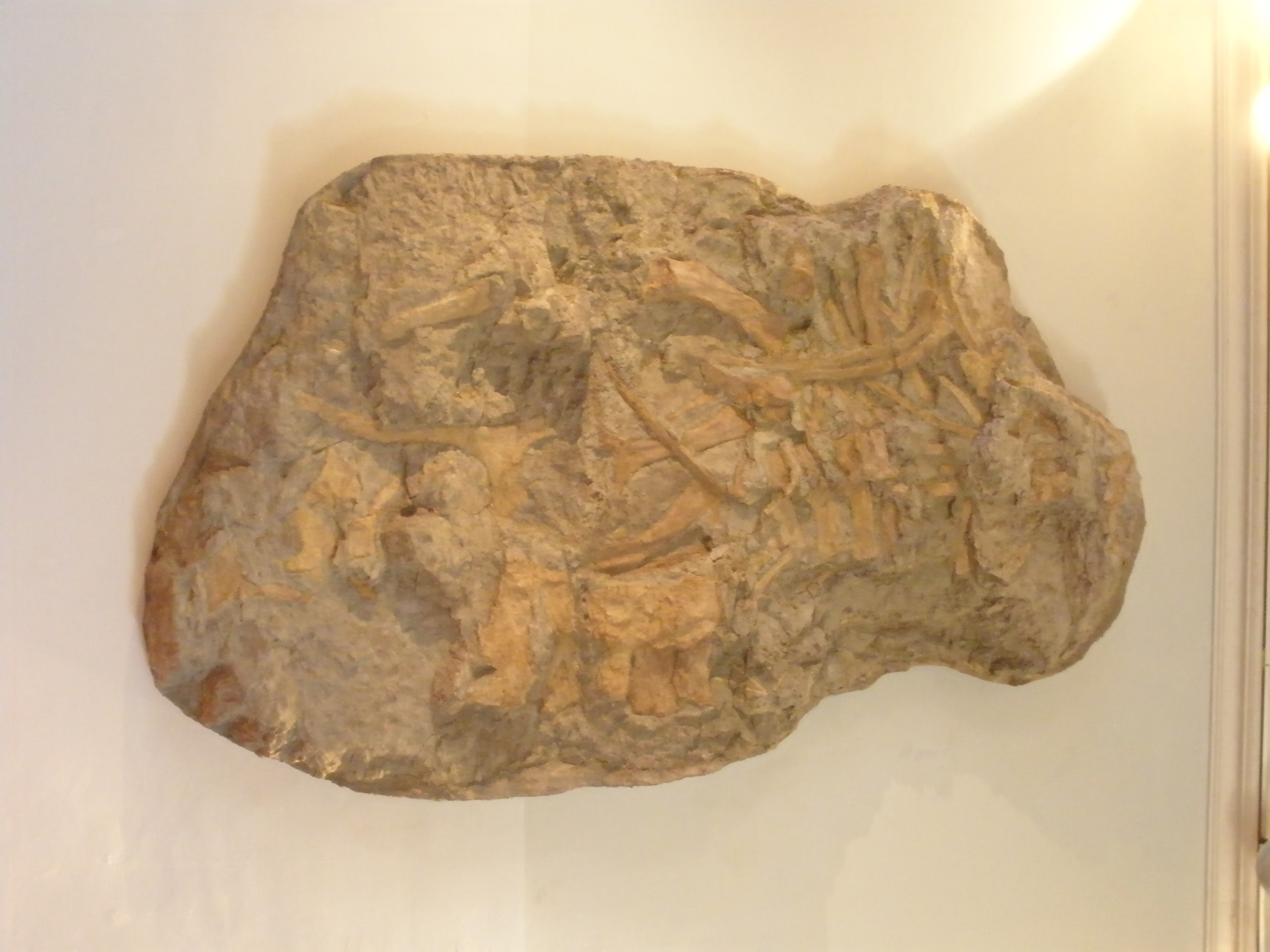
Een afgietsel van specimen MHN-AIX-PV 2007, het tweede gevonden skelet, zoals het werd aangetroffen

In het algemeen is Rhabdodon forsgebouwd. Hoewel hij hoogstwaarschijnlijk op zijn twee achterpoten kon rennen, steunde hij bij het eten op de voorpoten die krachtig zijn en lang. De schedel vormt een op de iguanodontiden lijkende paardenkop. De romp is groot en hoog, met een hoge rugkam die doorloopt tot over de heup en uitliep in een horizontaal gerichte tamelijk stijve staart. De heupzone wordt verder naar achteren verbreed door een lang zitbeen van het bekken. Rhabdodon lijkt zo op een typisch lid van de Iguanodontia waartoe hij vaak is gerekend.
In 2002 stelde Pincemaille-Quillévéré dat het lectotype het diagnostische kenmerk had van een verticale hoofdrichel op de binnenzijde van de dentaire tanden. Verder gaf ze een diagnose, bedoeld als een algemene typering, niet noodzakelijkerwijs bestaande uit onderscheidende kenmerken. Het buitenste zijvlak van het surangulare van de onderkaak wordt doorboord door twee foramina. Er bevindt zich een groot schuin beenplateau tussen de tandenrij en de buitenste beenwal van het dentarium. Het dentarium draagt negen tanden. De bovenrand en de onderrand van het dentarium lopen evenwijdig. De maxillaire tanden van de bovenkaak hebben verticale richels zonder daaronder een uitstekende hoofdrichel. De hoofdrichel van de dentaire tanden staat iets naar achteren ten opzichte van de middenlijn van de tandkroon. Het tandemail is het dikst op de buitenzijde van de maxillaire tanden en de binnenzijde van de dentaire tanden. De halswervels hebben goed ontwikkelde brede doornuitsteeksels met aan de voorzijde een verruwing. De halswervels zijn opisthocoel: van voren bol en van achteren hol. De ruggenwervels hebben zeer grote doornuitsteeksels die vierenzestig procent van de totale wervelhoogte beslaan. Hun wervellichamen zijn amficoel tot platicoel: met een holle of platte voorzijde en een holle achterzijde. Het heiligbeen bestaat uit zes vergroeide sacrale wervels en één niet-vergroeide dorsosacrale wervel daarvoor. De doornuitsteeksels van de sacrale wervels zijn vergroeid. Het schouderblad is bovenaan sterk verbreed met een holle voorrand en achterrand. Daarbij steekt de punt aan de voorste bovenrand minder uit dan de punt aan de achterste bovenrand. De processus acromialis aan de onderste voorrand is goed ontwikkeld. Het ravenbeksbeen heeft een klein uitsteeksel richting borstbeen en is doorboord door een foramen dat aan de binnenwand is afgesloten en zich dicht bij het schoudergewricht bevindt. De processus praepubicus van het schaambeen is lang, recht, afgeplat aan de buitenste zijkant en bezit een verbreed uiteinde. Het foramen obturatum is van onderen gesloten. Het zitbeen heeft een rechte en aan de buitenzijde afgeplatte schacht met een verbreed uiteinde. De processus obturatorius bevindt zich op de bovenste helft van de voorkant van de schacht. Het dijbeen heeft een uitstekende maar niet afhangende vierde trochanter. Er bevindt zich een bult op de buitenhoek van de achterrand van het bovenste dijbeen. Het dijbeen is langer dan het scheenbeen. De voet draagt vier tenen.
Chanthasit stelde in 2010 enkele onderscheidende kenmerken vast in verhouding met Zalmoxes. De processus paroccipitales van het achterhoofd zijn meer horizontaal gericht. De processus basipterygoidei zijn langer en meer zijwaarts gericht. Er bevinden zich minder richels op de maxillaire en dentaire tanden. De doornuitsteeksels van de ruggenwervels zijn hoger tot wel tweeënhalf maal de hoogte van het wervellichaam. De verbeende pezen op de wervels vormen een dubbele laag. De nek van het schouderblad is breder. De processus praepubicus van het schaambeen is langwerpig en afgeplat. In vooraanzicht is het dijbeen rechter, hoogstens iets gebogen. De klauwen van de handen en de tweede tot en met vierde teen zijn hoefvormig in plaats van spits.
R. septimanicus zou zich onderscheiden door een meer achterwaarts hellende processus coronoides van de onderkaak, het ontbreken van een beenplateau aan de buitenkant van de tandenrij en een meer gebogen tandenrij. Andere onderzoekers hebben dit soms gezien als een geval van individuele variatie.

### Skelet

#### Schedel en onderkaken

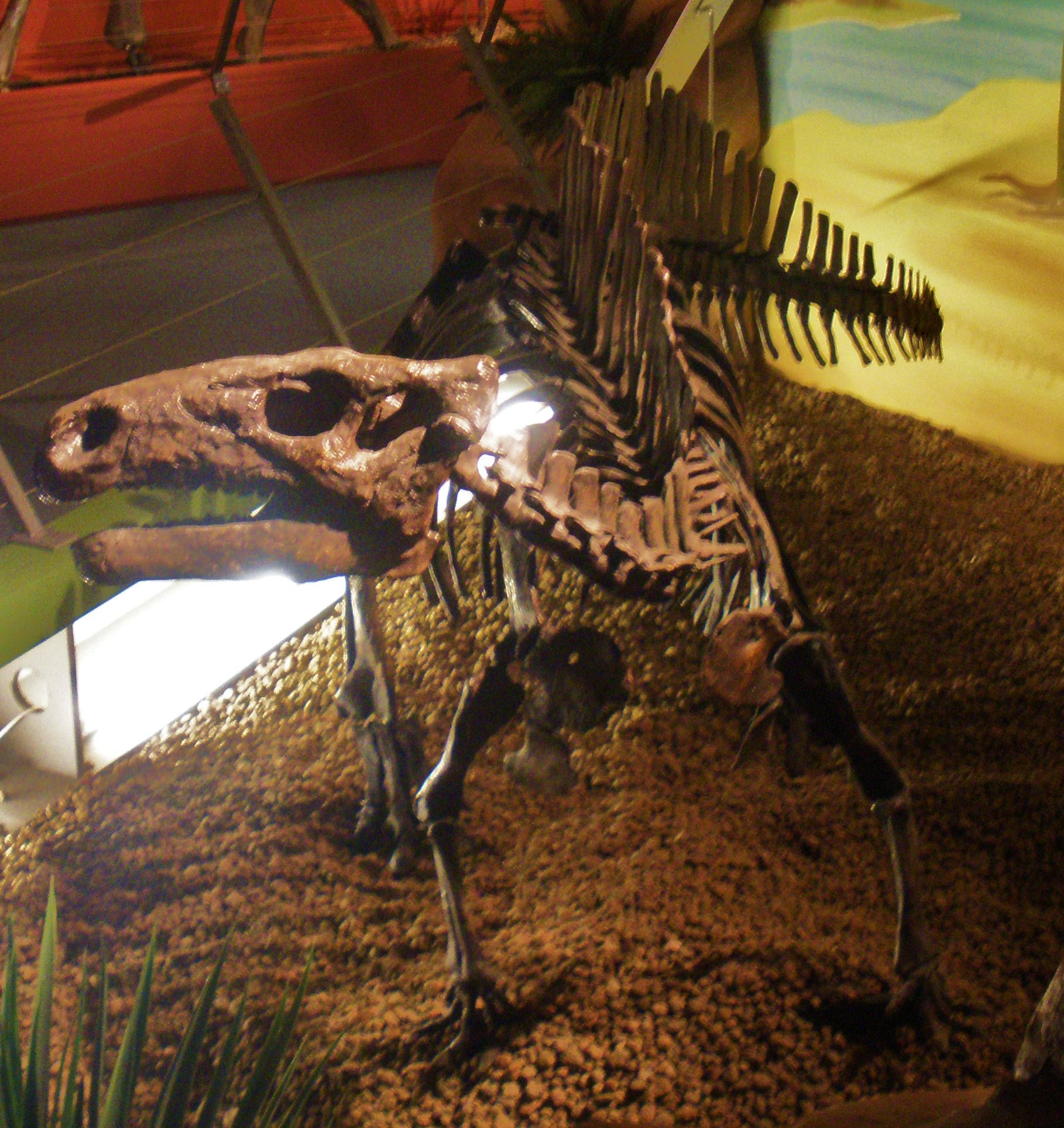
Of Rhabdodon werkelijk zo'n kop had, is onbekend

De schedel van Rhabdodon is slecht bekend, slechts van losse botten. De snuit vormt vooraan een recht lopend, naar achter hellend, profiel dat met een geleidelijke bocht overgaat in de bovenzijde. In die kromming is achteraan een vrij groot neusgat geplaatst. Er is geen spoor van premaxillaire tanden. In het bovenkaaksbeen staan minstens elf tanden.
Bij het achterhoofd draagt het supraoccipitale bij aan de bovenrand van het achterhoofdsgat, een basaal kenmerk. De processus paroccipitales zijn vrij lange, licht gebogen, iets verbrede en iets afhangende uitsteeksels. Het basioccipitale is langer dan het basisfenoïde. De processus basipterygoidei zijn relatief lang.
De dentaria van de onderkaak hebben negen tot elf tandposities. Het langste in Frankrijk gevonden dentarium heeft een lengte van 368 millimeter. De bovenrand en onderrand van het dentarium lopen evenwijdig. Het surangulare heeft twee foramina aan de binnenzijde.
De tanden van Rhabdodon zijn rechthoekig, iets hoger dan breed. In dwarsdoorsnede zijn ze lensvormig. De binnenzijde van de maxillaire tanden van het bovenkaaksbeen is bedekt met een dikke laag email met een aantal ongeveer even hoge en evenwijdig lopende scherpe verticale richels. De uithollingen daartussen geven het cannelure-effect waarnaar het geslacht vernoemd is. De snijranden hebben fijne vertandingen waarvan de dichtheid tijdens de groei niet toenaam. De kroon is van de dunnere en langere wortel gescheiden door een duidelijke verdikte hals, het cingulum. De buitenzijde heeft dunner email en lagere richels. Er is een tandenbatterij met twee generaties uitgebroken tanden, waarbij de vervangingstanden aan de binnenzijde van de voorgaande generatie aangroeien.
De dentaire tanden in de onderkaak hebben een duidelijk andere vorm. Ze hebben een meer ruitvormig profiel en een grote hoge hoofdrichel aan de buitenzijde met een weerszijden veel lagere wat uitwaaierende richels. Hun cingulum is minder dik. Bij de dentaire tanden bevindt de dikste emaillaag zich juist aan de buitenkant. De schuurt namelijk tegen de binnenkant van de maxillaire tanden aan. Bij de slijtage vormen zich eerst twee facetten, voor en achter, die later vervloeien tot een enkel slijtvlak boven op de tandkroon.

#### Postcrania
Een volledige wervelkolom is nooit gevonden en de indeling ervan is onzeker. Het aantal halswervels is onbekend. Het aantal ruggenwervels bedraagt minstens zestien. Het aantal 'ware' sacrale wervels in het heiligbeen bedraagt vermoedelijk zes; het is waarschijnlijk dat die vooraan met een 'ingevangen' vergroeide sacrodorsale wervel verbonden zijn en dat aan de voorkant daarvan nog een ruggenwervel ermee vergroeid is.
Bij de halswervels heeft de eerste, de atlas, geen nekribben een vooraan een van boven hol in plaats van plat afgevlakt intercentrum, wat tot een opvallend dun ruggenmergkanaal geleid moet hebben. Overigens is dit kanaal bij de draaier weer hoog. De verdere halswervels hebben nogal hoge doornuitsteeksels. De voorste wervels zijn tamelijk kort en breder dan hoog. Verderop in de reeks krijgen de wervels onderaan een kiel.
De voorste ruggenwervels zijn nogal kort en hebben een dunne kiel. Middelste ruggenwervels zijn langer maar de achterste worden weer korter. De zijuitsteeksels van de voorste ruggenwervels steken schuin omhoog onder een hoek van vijfenveertig graden. Meer naar achteren in de reeks komen ze horizontaler te liggen. Tegelijkertijd naderen de voorste gewrichtsuitsteeksels elkaar en gaan meer rechtop staan maar blijven aparte structuren. De achterste gewrichtsuitsteeksels overhangen nu de achterliggende wervels sterk. Al bij de voorste ruggenwervels nemen de doornuitsteeksels de helft van de hoogte in beslag. Bij sommige aangetroffen achterste ruggenwervels is de hoogte viermaal die van het wervellichaam. Dat vormt een hoge kam. Eigenaardig is dat op sommige vindplaatsen de hoogte een stuk minder is, ongeveer twee tot driemaal het centrum. Dit is door Chanthasit verklaard als een geval van seksuele dimorfie. De doornuitsteeksels hebben aan hun basis een ovale dwarsdoorsnede met voor en achter scherpe randen. Hun profiel in zijaanzicht is licht taps toelopend of rechthoekig. Hun bovenvlak is sterk verruwd. De doornuitsteeksels zijn bedekt door een dicht netwerk van kruisende verbeende pezen die de rug sterk verstijfd moeten hebben.
Van de sacrale wervels heeft de eerste een kiel; de overige zijn onderaan afgerond. De sacrale wervels zijn sterk ingesnoerd en daarbij overdwars afgeplat. Hun ribben zijn niet zeer lang maar wel robuust en vormen aan hun uiteinden een juk voor het contact met het darmbeen van het bekken. De doornuitsteeksels van het heiligbeen zijn relatief hoog maar vormen geen doorlopende supraneurale plaat. Ook zij hebben weer verbeende pezen.
De eerste staartwervel heeft een afgeronde kiel, een hartvormige centrumdoorsnede en is platycoel van voren plat en van achteren hol. Verdere wervels zijn amficoel: aan beide zijden uitgehold. Ze verlengen en versmallen zich naar achteren toe, verliezen hun kiel en krijgen uiteindelijk een groeve op de onderkant. De rugkam, inclusief verbeende pezen, zet zich tot over de basis en het midden van de staart door om zich geleidelijk te verlagen. Althans de voorste staartwervels hebben verbeende pezen.

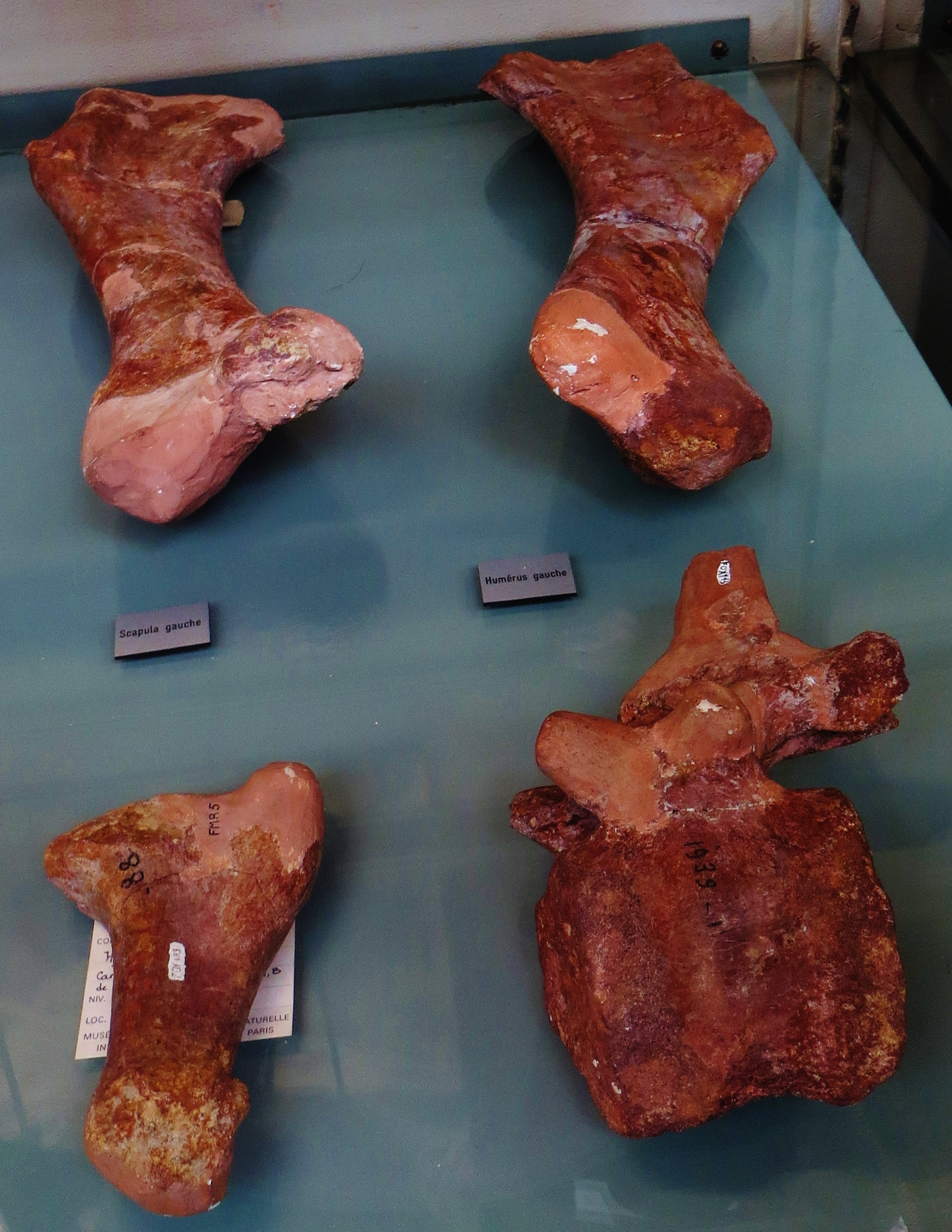
Linksboven een schouderblad en rechtsboven een opperarmbeen

In de schoudergordel is het schouderblad zeer robuust. Boven een insnoering in het midden verbreedt zich het bovenste uiteinde extreem, vooral sterk naar achteren en boven uitlopend in een haakvormige punt. Dit bovenste uiteinde is dik en ruw, terwijl voorrand en achterrand juist dun en afgerond zijn. Onderaan kromt de achterrand verder naar achteren toe, uitlopend in een overdwars brede punt waarvan het holle ondervlak de bovenkant vormt van het schoudergewricht. De punt van de voorrand, de processus acromialis, is veel bescheidener. Het ravenbeksbeen is een bolle ronde plaat met voor en onder vage randen die vermoedelijk uitliepen in kraakbeen. Onder het schoudergewricht bevindt zich een haakvormig uitsteeksel naar achteren. In het midden wordt het ravenbeksbeen schuin naar buiten en beneden doorboord door het foramen coracoideum.

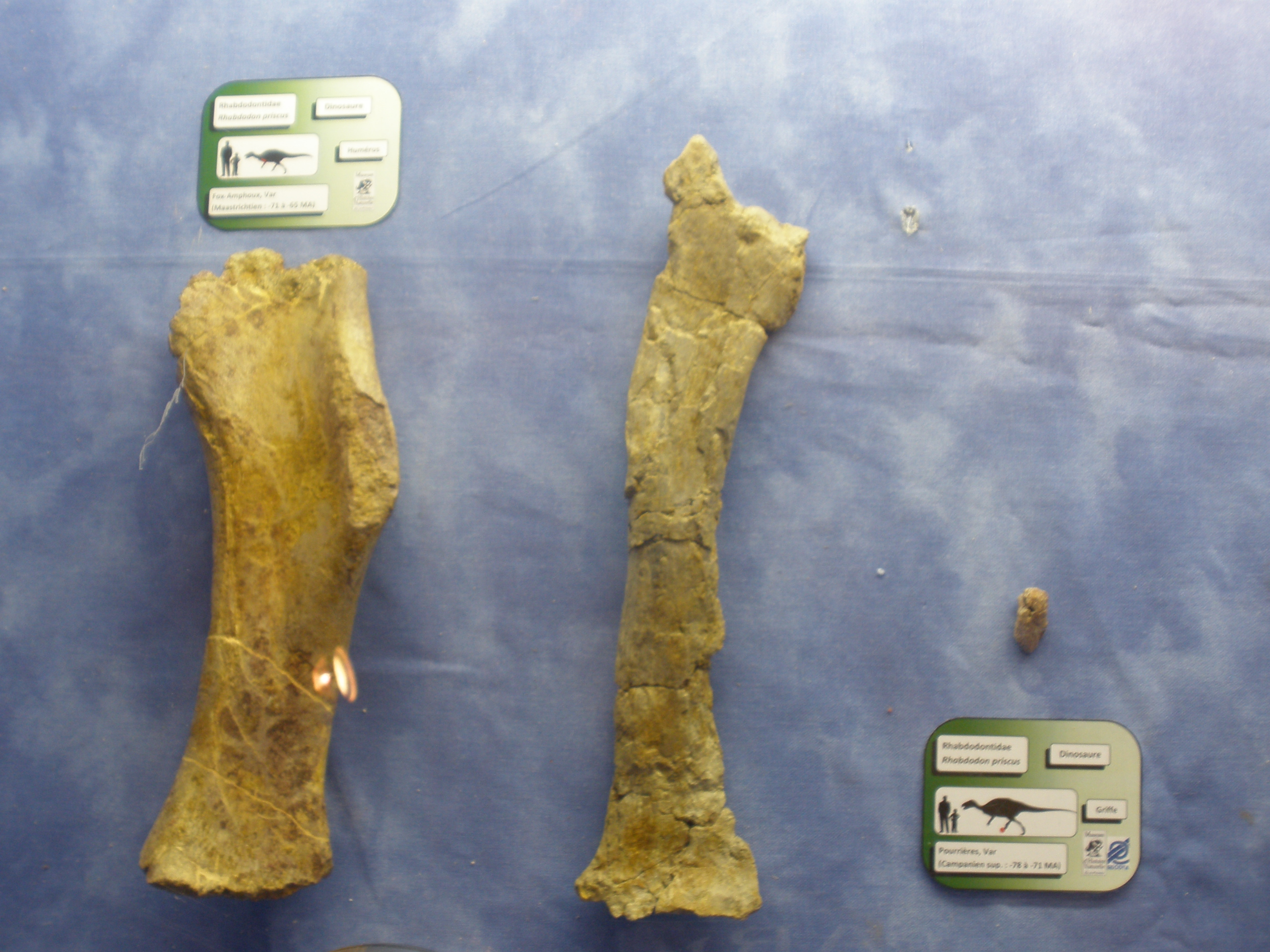
Een opperarmbeen (links) en een spaakbeen (rechts)

De voorpoot is relatief robuust maar ook lang met een langwerpige onderarm. De combinatie van lengte en krachtige musculatuur is een sterke aanwijzing dat het dier er op kon steunen en lopen. De middenhand en vingers staan echter nog gespreid zodat ze niet geschikt lijken voor een al te snelle gang. Om te rennen zette het dier zich kennelijk af met de voorpoten, trok die naar achteren en wierp de kop omhoog om het zwaartepunt boven de heupen te brengen zodat het zich op de achterpoten alleen kon voortbewegen. Het opperarmbeen is robuust. De deltopectorale kam is krachtig gevormd en beslaat de bovenste helft van de voorrand, de holle curve ofwel sulcus bicapitalis van de bovenrand zijwaarts begrenzend. De schacht is maar weinig ingesnoerd. De onderste gewrichtsknobbels zijn vooraan gescheiden door een ondiepe groeve die articuleert met de voorste processus coronoides en achteraan door een brede groeve waarin de processus olecrani past. Dit laatste uitsteeksel van de ellepijp is goed ontwikkeld, stomp en ruw. Behalve een voorste processus coronoides is er ook een zijwaartse; beide uitsteeksels lopen naar beneden uit in kammen op de nauwe, overdwars afgeplatte, schacht waartussen het spaakbeen past. Het spaakbeen is een recht lang bot met verbrede uiteinden. De verschillende gevonden specimina variëren nog al in vorm: sommigen hebben een rond bovenvlak, anderen een ovaal en er zijn ook exemplaren met een krommere schacht.
De vijf middenhandsbeenderen zijn langwerpig en afgeplat. Bovenaan zijn ze vrij sterk verbreed wat erop wijst dat ze niet al te nauw aaneengesloten staan. De formule van de vingerkootjes is onbekend. De handklauwen hebben de vorm van kleine hoefjes.
Het darmbeen, het horizontale bovenste been van het bekken, heeft een lang en in zijaanzicht laag voorblad met een lengte die tot achtendertig procent van het hele blad beslaat. Het voorblad is naar beneden en iets naar buiten gebogen. De kromming ervan is nogal variabel maar de punt, die soms wat verbreed is, reikt steeds tot de hoogte van het aanhangsel voor het schaambeen. Het middendeel van het bovenprofiel is hol en overdwars afgerond; naar voren loopt het over in een scherpere richel met een driehoekige dwarsdoorsnede. Richting achterblad verdikt en verruwt de bovenrand. Het achterblad is hoog en, afhankelijk van het specimen, recht afgesneden of in de bovenhoek meer afgerond. De buitenzijde van het achterblad is iets naar beneden gedraaid. De onderrand van het achterblad is nauwelijks ingesneden en er is geen duidelijke aanhechtingswand voor de Musculus caudofemoralis brevis. Het korte aanhangsel voor het schaambeen heeft een driehoekige dwarsdoorsnede. Boven het overdwars vrij diepe heupgewricht bevindt zich geen duidelijke antitrochanter.

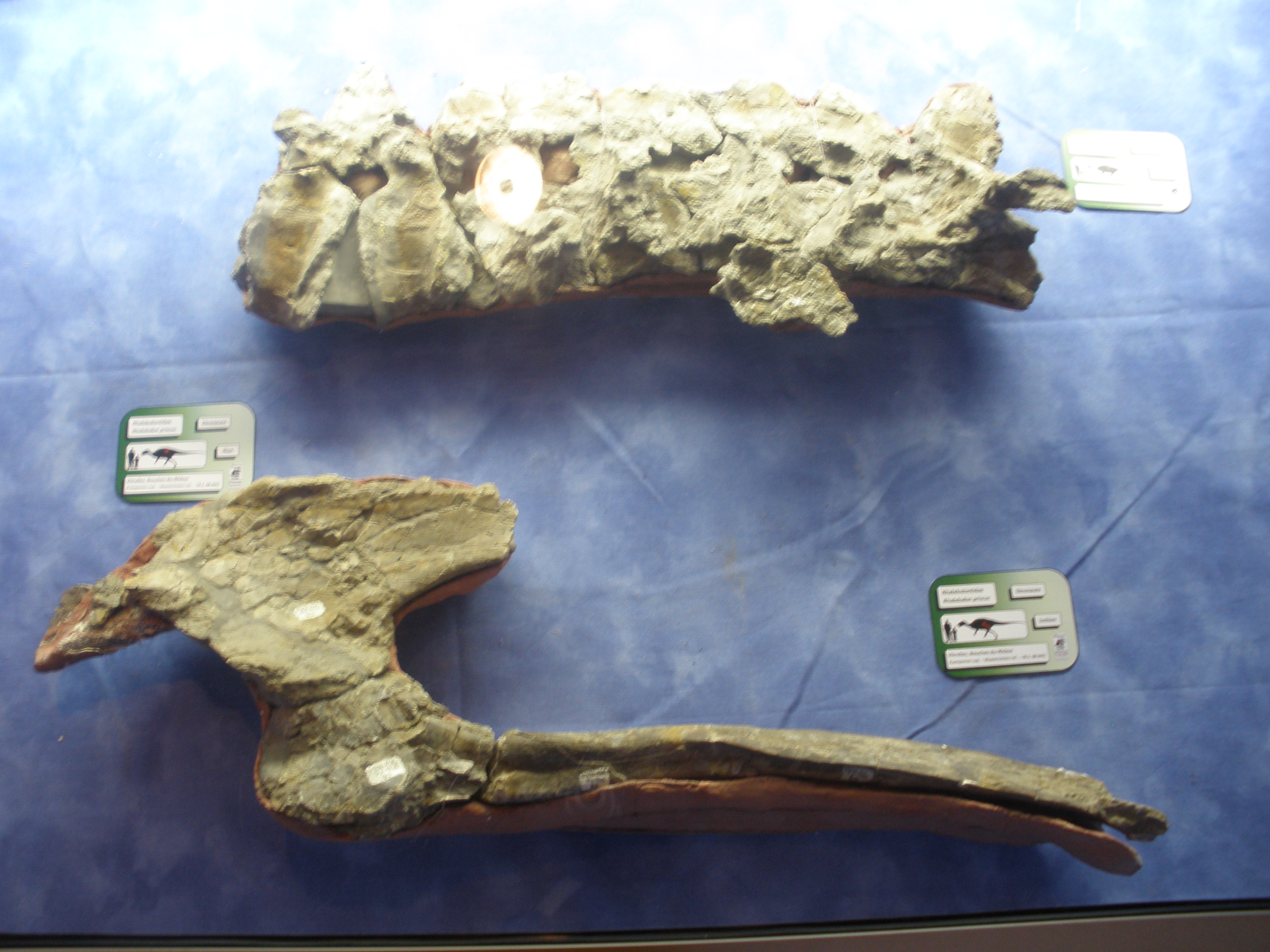
Wervels en bekkendelen van MHN-AIX-PV 2007: een stuk chevron ligt voor het afgebroken darmbeenblad

In het schaambeen is de processus praepubicus bandvormig en afhankelijk van het individu iets naar boven of onderen gebogen. Het uiteinde is meestal niet duidelijk verbreed. Het steekt een stuk verder uit dan het voorblad van het darmbeen. Nabij het raakvlak met het zitbeen is het schaambeen doorboord door een vrij groot foramen obturatum. De schacht van het schaambeen wijst schuin naar achteren en iets naar beneden. Het is vermoedelijk kort maar volledige exemplaren zijn niet bekend. Het zitbeen is een lang en vrij hoog element dat schuin naar achteren en beneden uitsteekt. Het raakvlak met het darmbeen is veel langer dan dat met het schaambeen. De schacht is overdwars sterk afgeplat. De voorrand draagt op de bovenste helft een kleine bijlvormige processus obturatorius die schuin naar beneden en binnen gericht is. De schacht wordt naar het uiteinde toe platter en breder in zijaanzicht. De voorrand is bovenaan scherp maar onderaan afgerond terwijl de achterrand juist onderaan scherper is. Het uiteinde buigt bij sommige exemplaren iets naar boven.

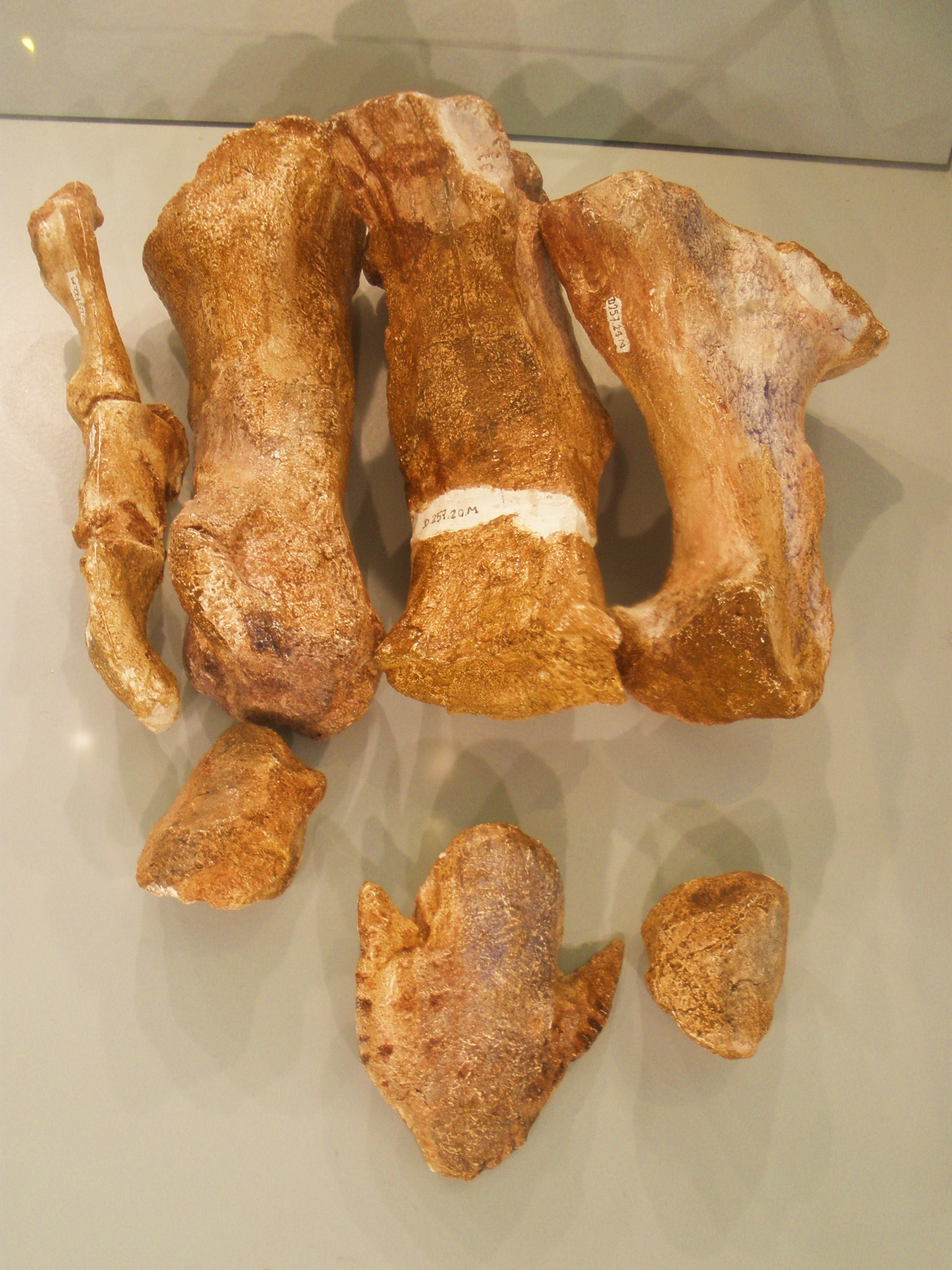
Aan Rhabdodon toegewezen voetbeenderen. De bovenste zijn middenvoetsbeenderen

Het dijbeen is robuust en bol naar voren gebogen, waarbij echter een zekere S-bocht ontstaat doordat de uiterste voorste bovenkant hol is. Op het verst naar voren stekende punt is de dwarsdoorsnede driehoekig. De schacht is verder, vooral bij volwassen dieren, sterk van voor naar achter afgeplat. De binnenkant van het dijbeen is sterk hol maar de buitenzijde kaarsrecht. Beide zijden zijn echter in de lengterichting afgerond. De kop is een ruwe halve bol die iets naar voren gericht is. De voorste trochanter minor  is door een ondiepe uitholling gescheiden van de trochanter major die als een bult naar achteren uitsteekt en in breedte zeventig procent van het bovenste zijoppervlak beslaat. De bultige vierde trochanter is afhangend en midden op de achterrand geplaatst. Aan de binnenrand ervan ligt een verticale ovale verruwing, een aanhechting voor de Musculus caudofemoralis longus die naar de staart loopt, welke aan de binnenzijde van de schacht begrensd wordt door een scherpe richel. De onderkant van het dijbeen is sterk verbreed, vooral aan de binnenzijde. De beide gewrichtsknobbels op zich zijn niet zeer sterk ontwikkeld en worden maar gescheiden door ondiepe groeven. De buitenste gewrichtsknobbel heeft een extra knobbeltje aan de achterzijde aan de buitenkant waarvan de groeve ligt voor de Musculus iliofibularis, de spier die het onderbeen heeft van het darmbeen uit.
Het scheenbeen is matig robuust: vooral het bovenste en onderste uiteinde is sterk verbreed en krachtig ontwikkeld. Het bovenvlak heeft vooraan een uitstekende crista cnemialis waarvan de punt wat afgerond is en waarvan de kamvormig voortzetting naar beneden slechts een vijfde van de schacht beslaat. De voorste zijrand van het bovenvlak toont een scherpe condyle die tegen de achterkant van het kuitbeen past. Deze condyle is door een diepe groeve van de achterkant van het bovenvlak gescheiden. Ten opzichte van de verbrede uiteinden is de schacht duidelijk dunner met een afgeronde dwarsdoorsnede. Daarvan blijft de breedte echter over een flinke lengte constant zodat niet van een geleidelijke insnoering sprake is. Aan de onderzijde is het scheenbeen afgeplat verbreed, waarbij vooral de buitenste enkelknobbel sterk uitsteekt.
Het kuitbeen is lang en dun maar bovenaan breed afgeplat. Het bovenvlak heeft aan de voorrand een uitstekend verdikt uiteinde. Het onderste uiteinde is licht verbreed. De enkelbeenderen zijn slecht bekend. Het hielbeen is een afgeknotte vierkante piramide.
In de voet zijn de middenvoetsbeenderen nauw aaneengesloten. Er zijn er minstens vier. Ze zijn vrij robuust en bovenaan sterk verbreed. Het eerste is het kortst. De formule van de teenkootjes is onbekend. Chanthasit suggereerde in 2010 dat die gelijk zou kunnen zijn aan die van Tenontosaurus: 2-3-4-5-0. In dat geval zou de eerste teen dus niet geheel gereduceerd zijn. De teenkootjes zijn licht in de lengterichting gedrongen. Hun bovenste gewrichtsvlak is in tweeën gedeeld door een lengterichel. Onderaan hebben ze zadelgewrichten. Het eerste kootje is steeds verreweg het grootst en heeft bovenaan geen lip omdat de middenvoetsbeenderen niet in zadelgewrichten eindigen. De teenklauwen zijn hoefvormig, zij het met een vrij spitse punt en een duidelijke kromming zodat een holle onderkant ontstaat. De zijranden steken naar achteren uit zodat een profiel als van een pijlpunt ontstaat.

## Fylogenie
Rhabdodon lijkt in vorm op Iguanodon maar bevindt zich meer basaal in de stamboom, wellicht als het zustertaxon van de Iguanodontia. De meeste analyses hebben als uitkomst dat de vorm zich dicht bij Tenontosaurus bevindt, basaal in de Iguanodontia. David Bruce Norman meent dat het het dier echter nauwer verwant is aan Hypsilophodon.
Tegenwoordig wordt Rhabdodon in een eigen Rhabdodontidae geplaatst, waarbij Zalmoxes en Mochlodon nauwe verwant zijn.
Het volgende kladogram toont een mogelijke positie van Rhabdodon in de evolutionaire stamboom.
|  | Dryomorpha    |
|  |               |
|  | Tenontosaurus |
|  |               |

|  | Rhabdodon                                              |
|  |                                                        |
|  | \| \| Mochlodon \| \| \| \| \| \| Zalmoxes \| \| \| \| |
|  |                                                        |
|  | Mochlodon                                              |
|  |                                                        |
|  | Zalmoxes                                               |
|  |                                                        |

|  | Mochlodon |
|  |           |
|  | Zalmoxes  |
|  |           |

|  | Dryomorpha    |
|  |               |
|  | Tenontosaurus |
|  |               |

|  | Rhabdodon                                              |
|  |                                                        |
|  | \| \| Mochlodon \| \| \| \| \| \| Zalmoxes \| \| \| \| |
|  |                                                        |
|  | Mochlodon                                              |
|  |                                                        |
|  | Zalmoxes                                               |
|  |                                                        |

|  | Mochlodon |
|  |           |
|  | Zalmoxes  |
|  |           |

|  | Dryomorpha    |
|  |               |
|  | Tenontosaurus |
|  |               |

|  | Rhabdodon                                              |
|  |                                                        |
|  | \| \| Mochlodon \| \| \| \| \| \| Zalmoxes \| \| \| \| |
|  |                                                        |
|  | Mochlodon                                              |
|  |                                                        |
|  | Zalmoxes                                               |
|  |                                                        |

|  | Mochlodon |
|  |           |
|  | Zalmoxes  |
|  |           |

|  | Dryomorpha    |
|  |               |
|  | Tenontosaurus |
|  |               |

|  | Rhabdodon                                              |
|  |                                                        |
|  | \| \| Mochlodon \| \| \| \| \| \| Zalmoxes \| \| \| \| |
|  |                                                        |
|  | Mochlodon                                              |
|  |                                                        |
|  | Zalmoxes                                               |
|  |                                                        |

|  | Mochlodon |
|  |           |
|  | Zalmoxes  |
|  |           |

|  | Dryomorpha    |
|  |               |
|  | Tenontosaurus |
|  |               |

|  | Rhabdodon                                              |
|  |                                                        |
|  | \| \| Mochlodon \| \| \| \| \| \| Zalmoxes \| \| \| \| |
|  |                                                        |
|  | Mochlodon                                              |
|  |                                                        |
|  | Zalmoxes                                               |
|  |                                                        |

|  | Mochlodon |
|  |           |
|  | Zalmoxes  |
|  |           |

|  | Dryomorpha    |
|  |               |
|  | Tenontosaurus |
|  |               |

|  | Rhabdodon                                              |
|  |                                                        |
|  | \| \| Mochlodon \| \| \| \| \| \| Zalmoxes \| \| \| \| |
|  |                                                        |
|  | Mochlodon                                              |
|  |                                                        |
|  | Zalmoxes                                               |
|  |                                                        |

|  | Mochlodon |
|  |           |
|  | Zalmoxes  |
|  |           |

|  | Dryomorpha    |
|  |               |
|  | Tenontosaurus |
|  |               |

|  | Rhabdodon                                              |
|  |                                                        |
|  | \| \| Mochlodon \| \| \| \| \| \| Zalmoxes \| \| \| \| |
|  |                                                        |
|  | Mochlodon                                              |
|  |                                                        |
|  | Zalmoxes                                               |
|  |                                                        |

|  | Mochlodon |
|  |           |
|  | Zalmoxes  |
|  |           |

|  | Dryomorpha    |
|  |               |
|  | Tenontosaurus |
|  |               |

|  | Rhabdodon                                              |
|  |                                                        |
|  | \| \| Mochlodon \| \| \| \| \| \| Zalmoxes \| \| \| \| |
|  |                                                        |
|  | Mochlodon                                              |
|  |                                                        |
|  | Zalmoxes                                               |
|  |                                                        |

|  | Mochlodon |
|  |           |
|  | Zalmoxes  |
|  |           |

|  | Dryomorpha    |
|  |               |
|  | Tenontosaurus |
|  |               |

|  | Rhabdodon                                              |
|  |                                                        |
|  | \| \| Mochlodon \| \| \| \| \| \| Zalmoxes \| \| \| \| |
|  |                                                        |
|  | Mochlodon                                              |
|  |                                                        |
|  | Zalmoxes                                               |
|  |                                                        |

|  | Mochlodon |
|  |           |
|  | Zalmoxes  |
|  |           |

|  | Dryomorpha    |
|  |               |
|  | Tenontosaurus |
|  |               |

|  | Rhabdodon                                              |
|  |                                                        |
|  | \| \| Mochlodon \| \| \| \| \| \| Zalmoxes \| \| \| \| |
|  |                                                        |
|  | Mochlodon                                              |
|  |                                                        |
|  | Zalmoxes                                               |
|  |                                                        |

|  | Mochlodon |
|  |           |
|  | Zalmoxes  |
|  |           |

|  | Dryomorpha    |
|  |               |
|  | Tenontosaurus |
|  |               |

|  | Rhabdodon                                              |
|  |                                                        |
|  | \| \| Mochlodon \| \| \| \| \| \| Zalmoxes \| \| \| \| |
|  |                                                        |
|  | Mochlodon                                              |
|  |                                                        |
|  | Zalmoxes                                               |
|  |                                                        |

|  | Mochlodon |
|  |           |
|  | Zalmoxes  |
|  |           |

|  | Dryomorpha    |
|  |               |
|  | Tenontosaurus |
|  |               |

|  | Rhabdodon                                              |
|  |                                                        |
|  | \| \| Mochlodon \| \| \| \| \| \| Zalmoxes \| \| \| \| |
|  |                                                        |
|  | Mochlodon                                              |
|  |                                                        |
|  | Zalmoxes                                               |
|  |                                                        |

|  | Mochlodon |
|  |           |
|  | Zalmoxes  |
|  |           |

|  | Dryomorpha    |
|  |               |
|  | Tenontosaurus |
|  |               |

|  | Rhabdodon                                              |
|  |                                                        |
|  | \| \| Mochlodon \| \| \| \| \| \| Zalmoxes \| \| \| \| |
|  |                                                        |
|  | Mochlodon                                              |
|  |                                                        |
|  | Zalmoxes                                               |
|  |                                                        |

|  | Mochlodon |
|  |           |
|  | Zalmoxes  |
|  |           |

|  | Dryomorpha    |
|  |               |
|  | Tenontosaurus |
|  |               |

|  | Rhabdodon                                              |
|  |                                                        |
|  | \| \| Mochlodon \| \| \| \| \| \| Zalmoxes \| \| \| \| |
|  |                                                        |
|  | Mochlodon                                              |
|  |                                                        |
|  | Zalmoxes                                               |
|  |                                                        |

|  | Mochlodon |
|  |           |
|  | Zalmoxes  |
|  |           |

|  | Dryomorpha    |
|  |               |
|  | Tenontosaurus |
|  |               |

|  | Rhabdodon                                              |
|  |                                                        |
|  | \| \| Mochlodon \| \| \| \| \| \| Zalmoxes \| \| \| \| |
|  |                                                        |
|  | Mochlodon                                              |
|  |                                                        |
|  | Zalmoxes                                               |
|  |                                                        |

|  | Mochlodon |
|  |           |
|  | Zalmoxes  |
|  |           |

|  | Dryomorpha    |
|  |               |
|  | Tenontosaurus |
|  |               |

|  | Rhabdodon                                              |
|  |                                                        |
|  | \| \| Mochlodon \| \| \| \| \| \| Zalmoxes \| \| \| \| |
|  |                                                        |
|  | Mochlodon                                              |
|  |                                                        |
|  | Zalmoxes                                               |
|  |                                                        |

|  | Mochlodon |
|  |           |
|  | Zalmoxes  |
|  |           |

## Levenswijze
Rhabdodon leefde laat in het Krijt en was samen met Zalmoxes een van de laatste overlevende basale iguanodontiërs. Daaruit is wel de conclusie getrokken dat het om een 'primitieve' vorm gaat die alleen door zijn isolatie op het eiland dat indertijd door de Iberische Plaat en Armorica gevormd werd, de concurrentie met 'geavanceerde' soorten aankon. Vlak voor het eind van het Krijt zou het dier dan verdrongen zijn door Hadrosauroidea en uitgestorven. Dat een groep basaler is betekent echter niet anders dan dat haar zustergroep meer soorten telt. Dat suggereert dat ze het minder goed deed door een achterblijven in evolutionaire ontwikkeling maar kan net zo goed berusten op toeval of juist een te grote specialisatie.
Rhabdodon was met zekerheid een planteneter. Details over zijn eetgewoonten kunnen slechts afgeleid worden uit zijn schedel en die is vrij slecht bekend. De nauwe praemaxillae wijzen op een smalle snavel die gebruikt kan zijn om selectief hoogwaardig voedsel tot zich te nemen. De processus coronoides van de onderkaak is goed ontwikkeld wat wijst op een hoge bijtkracht. Dat wordt bevestigd door het krachtige dentarium. Rhabdodon was dus in staat vrij harde en taaie plantendelen door te bijten. De tandbatterijen zorgden voor een steeds scherpe bijtrand waarmee het voedsel verder verknipt werd. De verbinding tussen praemaxilla en bovenkaaksbeen staat een zekere beweging, kinesis, toe wat kan betekenen dat de bovenkaken tot een zijwaartse kauwende beweging in staat waren. Dat kan meer energie uit het voedsel gehaald hebben. Maagstenen en lange ingewanden zorgden voor een verdere effectieve vertering. Een andere grote planteneter in zijn leefgebied was Ampelosaurus.

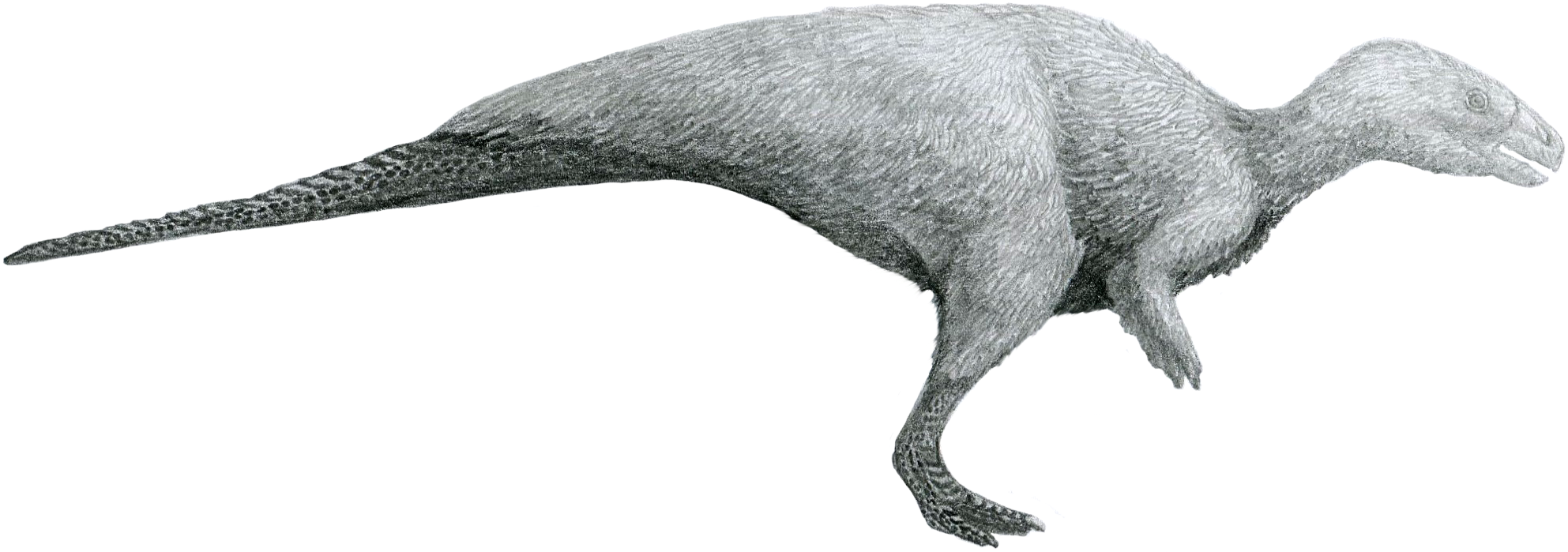
Vermoedelijk was Rhabdodon geen zuivere tweevoeter met korte armpjes

Rhabdodon werd in de twintigste eeuw meestal als een viervoeter gezien. Wegens de basale positie in de stamboom is ook wel verondersteld dat het dier een zuivere tweevoeter was. Omdat er geen hele skeletten bekend waren, werd het voor mogelijk gehouden dat de armen erg kort waren. De nieuwste vondsten wijzen echter op voorpoten die ten opzichte van de achterpoten lang genoeg waren om op vier poten te lopen. Daarop wijst ook de robuuste bouw van de arm met een stevige deltopectorale kam en een krachtige processus olecrani die een zware musculatuur laten zien die overbodig was als het dier niet minstens op de armen steunde. Doordat de middenhandsbeenderen gespreid waren, kan de afzet niet heel efficiënt zijn geweest en is het onwaarschijnlijk dat op vier poten een snelle gang mogelijk was. Daartoe verhief het dier zich vermoedelijk op de achterpoten. Die hadden echter weer geen lang onderbeen zodat ook dat rennen maar een matige snelheid zal hebben opgeleverd, een dertig à veertig kilometer per uur. Het grootste roofdier dat uit de habitat van Rhabdodon bekend is, was Tarascosaurus die zelf maar een drie meter lang werd.
Volgens onderzoek van Robin Reid uit 1990 groeide Rhabdodon de eerste tien jaar van zijn leven snel en vlakte de groei in de tien jaar daarna geleidelijk af. Sarah Werning stelde in 2012 dat Rhabdodon trager groeide dan andere bekende Iguanodontia, zelfs langzamer dan Tenontosaurus.